# Llista de monuments de Caldes d'Estrac
Llista de monuments de Caldes d'Estrac inclosos en l'Inventari del Patrimoni Arquitectònic Català per al municipi de Caldes d'Estrac (Maresme). Inclou els inscrits en el Registre de Béns Culturals d'Interès Nacional (BCIN) amb la classificació de monuments històrics, els Béns Culturals d'Interès Local (BCIL) de caràcter immoble i la resta de béns arquitectònics integrants del patrimoni cultural català.
| Monument                                        | Protecció       | Estil/època                                                | Localització                                                     | Coordenades                                          | Codi?         | Imatge |
| ----------------------------------------------- | --------------- | ---------------------------------------------------------- | ---------------------------------------------------------------- | ---------------------------------------------------- | ------------- | --- |
| La Torre Verda                                  | BCIN 581-MH     | Obra popular XVI                                           | Caldes d'Estrac C. del Mig - c. de l'Església                    | 41° 34′ 19″ N, 2° 31′ 35″ E / 41.57192°N,2.526459°E  | RI-51-0005222 | La Torre Verda (Caldes d'Estrac) · Vegeu més fotos d'aquest monument · Carregueu una nova foto d'aquest monument                     |
| Torre Busquets                                  | BCIN 582-MH     | Obra popular XVI                                           | Caldes d'Estrac C. Major, 6                                      | 41° 34′ 18″ N, 2° 31′ 32″ E / 41.571608°N,2.525677°E | RI-51-0005223 | Torre Busquets (Caldes d'Estrac) · Vegeu més fotos d'aquest monument · Carregueu una nova foto d'aquest monument                     |
| Casa Ugalde                                     | BCIN 1980-MH-EN | Racionalisme Josep Antoni Coderch i de Sentmenat XX Mitjan | Caldes d'Estrac C. Torrenova, 16                                 | 41° 34′ 14″ N, 2° 31′ 23″ E / 41.570438°N,2.522972°E | RI-51-0010901 | Casa Ugalde (Caldes d'Estrac) · Vegeu més fotos d'aquest monument · Carregueu una nova foto d'aquest monument                        |
| La Riera                                        |                 | Obra popular XVII                                          | Caldes d'Estrac Riera                                            | 41° 34′ 08″ N, 2° 31′ 41″ E / 41.568909°N,2.52808°E  | IPA-8393      | La Riera (Caldes d'Estrac) · Vegeu més fotos d'aquest monument · Carregueu una nova foto d'aquest monument                           |
| Can Gili, o Can Bellavista                      |                 | Noucentisme XIX, XX                                        | Caldes d'Estrac C. de l'Església, 33                             | 41° 34′ 20″ N, 2° 31′ 38″ E / 41.57223°N,2.527344°E  | IPA-8394      | Can Gili (Caldes d'Estrac) · Vegeu més fotos d'aquest monument · Carregueu una nova foto d'aquest monument                           |
| Can Gibert                                      |                 | Obra popular, gòtic XIV                                    | Caldes d'Estrac C. de l'Església, 21                             | 41° 34′ 20″ N, 2° 31′ 36″ E / 41.572345°N,2.526798°E | IPA-8395      | Can Gibert (Caldes d'Estrac) · Vegeu més fotos d'aquest monument · Carregueu una nova foto d'aquest monument                         |
| Casa Nadal i Farré                              |                 | Noucentisme XX                                             | Caldes d'Estrac C. del Camí Ral, 48                              | 41° 34′ 12″ N, 2° 31′ 47″ E / 41.570063°N,2.529626°E | IPA-8396      | Casa Nadal i Farré (Caldes d'Estrac) · Vegeu més fotos d'aquest monument · Carregueu una nova foto d'aquest monument                 |
| Casa al carrer Major, 29                        |                 | Obra popular                                               | Caldes d'Estrac C. Major, 29                                     | 41° 34′ 17″ N, 2° 31′ 33″ E / 41.571334°N,2.525812°E | IPA-8397      | Casa al carrer Major, 29 (Caldes d'Estrac) · Vegeu més fotos d'aquest monument · Carregueu una nova foto d'aquest monument           |
| Can Casasses                                    |                 | Historicisme XIX                                           | Caldes d'Estrac Carretera de Sant Vicenç, 1                      | 41° 34′ 13″ N, 2° 31′ 34″ E / 41.570239°N,2.526177°E | IPA-8398      | Can Casasses (Caldes d'Estrac) · Vegeu més fotos d'aquest monument · Carregueu una nova foto d'aquest monument                       |
| Can Cabanyes                                    |                 | Neoclassicisme-romàntic XIX                                | Caldes d'Estrac Riera, 23                                        | 41° 34′ 15″ N, 2° 31′ 36″ E / 41.570932°N,2.526618°E | IPA-8399      | Can Cabanyes (Caldes d'Estrac) · Vegeu més fotos d'aquest monument · Carregueu una nova foto d'aquest monument                       |
| Ca l'Arqué, o Residència Santema                |                 | Eclecticisme XIX                                           | Caldes d'Estrac C. de la Santema, 15                             | 41° 34′ 19″ N, 2° 31′ 42″ E / 41.572046°N,2.528203°E | IPA-8400      | Ca l'Arqué (Caldes d'Estrac) · Vegeu més fotos d'aquest monument · Carregueu una nova foto d'aquest monument                         |
| Ca l'Argimon                                    |                 | Eclecticisme XIX                                           | Caldes d'Estrac Camí Ral, 20-22                                  | 41° 34′ 12″ N, 2° 31′ 38″ E / 41.570012°N,2.527259°E | IPA-8401      | Ca l'Argimon (Caldes d'Estrac) · Vegeu més fotos d'aquest monument · Carregueu una nova foto d'aquest monument                       |
| Can Milans Perejordi                            |                 | Obra popular XIV                                           | Caldes d'Estrac C. de l'Església, 8                              | 41° 34′ 20″ N, 2° 31′ 36″ E / 41.572214°N,2.526709°E | IPA-8402      | Can Milans Perejordi (Caldes d'Estrac) · Vegeu més fotos d'aquest monument · Carregueu una nova foto d'aquest monument               |
| Ca la Cristina                                  |                 | Historicisme XIX                                           | Caldes d'Estrac C. Sant Josep, 7-9                               | 41° 34′ 12″ N, 2° 31′ 40″ E / 41.570033°N,2.527843°E | IPA-8403      | Ca la Cristina (Caldes d'Estrac) · Vegeu més fotos d'aquest monument · Carregueu una nova foto d'aquest monument                     |
| Can Bastos, o Can Figueras                      |                 | Eclecticisme XIX                                           | Caldes d'Estrac C. Major, 31                                     | 41° 34′ 17″ N, 2° 31′ 33″ E / 41.571268°N,2.525768°E | IPA-8404      | Can Bastos (Caldes d'Estrac) · Vegeu més fotos d'aquest monument · Carregueu una nova foto d'aquest monument                         |
| Can Boada                                       |                 | Obra popular XVIII                                         | Caldes d'Estrac C. Major, 38                                     | 41° 34′ 15″ N, 2° 31′ 32″ E / 41.570752°N,2.525522°E | IPA-8405      | Can Boada (Caldes d'Estrac) · Vegeu més fotos d'aquest monument · Carregueu una nova foto d'aquest monument                          |
| Ca n'Arboix                                     |                 | Obra popular XVIII, XIX                                    | Caldes d'Estrac C. Major, 10                                     | 41° 34′ 17″ N, 2° 31′ 33″ E / 41.571388°N,2.525705°E | IPA-8406      | Ca n'Arboix (Caldes d'Estrac) · Vegeu més fotos d'aquest monument · Carregueu una nova foto d'aquest monument                        |
| Casa al carrer Major, 40                        |                 | Obra popular XX                                            | Caldes d'Estrac C. Major, 40 (enderrocada)                       | 41° 34′ 14″ N, 2° 31′ 32″ E / 41.570671°N,2.525497°E | IPA-8407      | Carregueu una nova foto d'aquest monument                                                                                            |
| Conjunt d'habitatges a la Santema               |                 | Obra popular XIX                                           | Caldes d'Estrac C. de la Santema, 1-17, abans pg. Francesc Riera | 41° 34′ 17″ N, 2° 31′ 40″ E / 41.571314°N,2.527652°E | IPA-8408      | Conjunt d'habitatges a la Santema (Caldes d'Estrac) · Vegeu més fotos d'aquest monument · Carregueu una nova foto d'aquest monument  |
| Can Roqué                                       |                 | Eclecticisme XIX                                           | Caldes d'Estrac C. de la Santema, 17                             | 41° 34′ 20″ N, 2° 31′ 42″ E / 41.572361°N,2.528276°E | IPA-8409      | Can Roqué (Caldes d'Estrac) · Vegeu més fotos d'aquest monument · Carregueu una nova foto d'aquest monument                          |
| Can Roset                                       |                 | Eclecticisme XIX                                           | Caldes d'Estrac C. de la Santema                                 |                                                      | IPA-8410      | Carregueu una nova foto d'aquest monument                                                                                            |
| Antic Casal Català, o Can Vidal                 |                 | Neoclassicisme-romàntic XIX                                | Caldes d'Estrac C. del Camí Ral, 34-38                           | 41° 34′ 13″ N, 2° 31′ 41″ E / 41.570382°N,2.527962°E | IPA-8411      | Antic Casal Català (Caldes d'Estrac) · Vegeu més fotos d'aquest monument · Carregueu una nova foto d'aquest monument                 |
| Can Milans                                      |                 | Obra popular XVIII                                         | Caldes d'Estrac C. de l'Església, 8                              | 41° 34′ 20″ N, 2° 31′ 37″ E / 41.572161°N,2.526869°E | IPA-8412      | Can Milans (Caldes d'Estrac) · Vegeu més fotos d'aquest monument · Carregueu una nova foto d'aquest monument                         |
| Ajuntament                                      |                 | Obra popular XIX, XX                                       | Caldes d'Estrac Riera                                            | 41° 34′ 21″ N, 2° 31′ 39″ E / 41.572478°N,2.527613°E | IPA-8413      | Ajuntament (Caldes d'Estrac) · Vegeu més fotos d'aquest monument · Carregueu una nova foto d'aquest monument                         |
| Capella del Carme                               |                 | Historicisme XIX                                           | Caldes d'Estrac C. Callao                                        | 41° 34′ 08″ N, 2° 31′ 35″ E / 41.568859°N,2.526331°E | IPA-8414      | Capella del Carme (Caldes d'Estrac) · Vegeu més fotos d'aquest monument · Carregueu una nova foto d'aquest monument                  |
| Església parroquial de Santa Maria              |                 | Obra popular, historicisme XIX                             | Caldes d'Estrac C. de l'Església, 27                             | 41° 34′ 21″ N, 2° 31′ 37″ E / 41.572412°N,2.527079°E | IPA-8415      | Església parroquial de Santa Maria (Caldes d'Estrac) · Vegeu més fotos d'aquest monument · Carregueu una nova foto d'aquest monument |
| Hotel Estrac                                    |                 | Noucentisme XX                                             | Caldes d'Estrac C. del Camí Ral, 5                               | 41° 34′ 12″ N, 2° 31′ 36″ E / 41.570095°N,2.526551°E | IPA-8416      | Hotel Estrac (Caldes d'Estrac) · Vegeu més fotos d'aquest monument · Carregueu una nova foto d'aquest monument                       |
| Balneari de Caldes, o Banys termals de Caldetes |                 | Obra popular XIX Inici                                     | Caldes d'Estrac Riera, 29                                        | 41° 34′ 20″ N, 2° 31′ 40″ E / 41.572273°N,2.527798°E | IPA-8417      | Balneari de Caldes (Caldes d'Estrac) · Vegeu més fotos d'aquest monument · Carregueu una nova foto d'aquest monument                 |
| Rosa d'Or Ateneu Popular, o Mercat              |                 | Modernisme XX                                              | Caldes d'Estrac Riera, 17-19                                     | 41° 34′ 14″ N, 2° 31′ 37″ E / 41.570597°N,2.526832°E | IPA-8418      | Rosa d'Or Ateneu Popular (Caldes d'Estrac) · Vegeu més fotos d'aquest monument · Carregueu una nova foto d'aquest monument           |
| Cases al carrer Major, 7-11                     |                 | Obra popular                                               | Caldes d'Estrac C. Major, 7-9-11                                 | 41° 34′ 18″ N, 2° 31′ 34″ E / 41.57174°N,2.52613°E   | IPA-34537     | Cases al carrer Major, 7-11 (Caldes d'Estrac) · Vegeu més fotos d'aquest monument · Carregueu una nova foto d'aquest monument        |
| Balneari Colon, Hotel Restaurant Colon          |                 | Eclecticisme, modernisme-noucentisme XX                    | Caldes d'Estrac C. Pau, 16 - pg. dels Anglesos (enderrocat)      |                                                      | IPA-37522     | Carregueu una nova foto d'aquest monument                                                                                            |